# Prince of Central Park
Prince of Central Park är en amerikansk dramafilm från 2000 i regi av John Leekley. Producerad av Steven Seagal.

## Handling
JJ:s (Nasso) liv har varit en pina, ända sen hans sjuka mor övergav honom. De enda två saker som betyder något för honom är hans bästa vän Sophia och hans talang för musik. Fast besluten av att få reda på vad som hände hans mor, rymmer han från sin hemska fostermor och ger sig ut på jakt efter svar. Han beger sig dit minnena började... i Central Park.

## Produktion
Detta var den sista filmen som producentkollegorna Steven Seagal och Julius R. Nasso jobbade ihop innan de upplöste produktionsbolaget Seagal/Nasso Productions.

## Remake
- Filmen är en nyversion av TV-filmen The Prince of Central Park från 1977 med Ruth Gordon och T. J. Hargrave i huvudrollerna. Båda den nya och den gamla filmen är baserade på romanen The Prince of Central Park av Evan Rhodes.

## Rollista
| Kathleen Turner    | – Rebecca Cairn      |
| Danny Aiello       | – Noah Cairn         |
| Cathy Moriarty     | – Mrs. Ardis         |
| Frank Nasso        | – JJ Somerled        |
| Harvey Keitel      | – The Guardian       |
| Lauren Vélez       | – Rosa Sanchez       |
| Jerry Orbach       | – Businessman        |
| Mtume Gant         | – Easy               |
| Tina Holmes        | – Annalisse Somerled |
| Carmen Moreno      | – Sophia             |
| Svetlana Efremova  | – Sophia's Mom       |
| Francesco Vittorio | – Young JJ           |
| Michael P. Moran   | – Security Guard     |